# بركان بارد

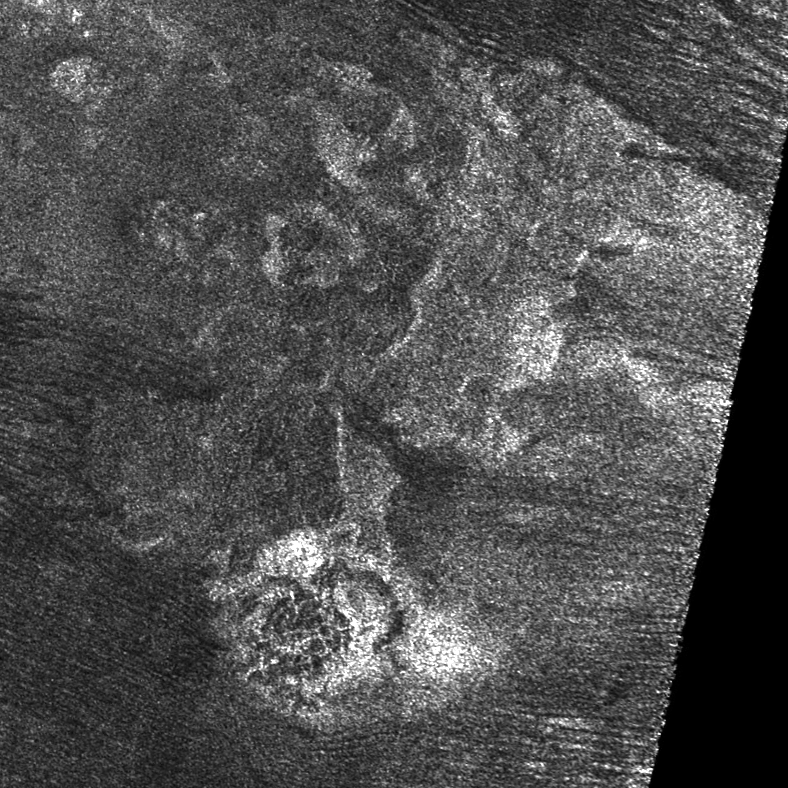
جبل دووم واحد من أكثر البراكين الباردة موثوقية التي تم تحديدها على قمر زحل تيتان.

البركان البارد (معروف أيضًا باسم البركان الجليدي) هو نوع نظري من البراكين يقذف مواد متطايرة مثل الماء والأمونياك والميثان بدلًا من الصخور المنصهرة. تتم الإشارة إليها مجتمعة باسم «الصهارة الباردة» أو صهر البركان الثلجي، هذه المواد عادةً ما تكون من السوائل ومن الممكن أن تُكَوّن أعمدة، ولكن من الممكن أن تكون في شكل بخار. بعد الثوران من المتوقع أن تتكثف الصهارة الباردة وتتحول إلى الحالة الصلبة عندما تتعرض لدرجة حرارة محيطة منخفضة جدًا. البراكين الباردة يحتمل أنها تتكون على الأقمار الجليدية وغيرها من الأجرام التي لديها مياه وفيرة في الخط الجليدي في النظام الشمسي (مثل پلوتو). تم تحديد عددٌ من المعالم كبراكين باردة محتملة على پلوتو وتيتان وسيريس، تم رصد أيضًا فوارات ثلجية على إنسيلادوس وربما ترايتون أيضًا على الرغم من أنهما ليسا معروفًا عنهما تكوين البراكين.